# Pelina ozerovi
Pelina ozerovi är en tvåvingeart som beskrevs av Nina Krivosheina 1992. Pelina ozerovi ingår i släktet Pelina och familjen vattenflugor.
Artens utbredningsområde är Turkmenistan. Inga underarter finns listade i Catalogue of Life.